# Portovenere
Portovenere (phát âm tiếng Ý: [ˌpɔrto ˈvɛːnere]; cho đến năm 1991 Portovenere; tiếng Liguria: Pòrtivene) là một thị trấn và đô thị ven biển nằm trên bờ biển Liguria, thuộc tỉnh La Spezia, tây bắc Ý. Nó bao gồm ba ngôi làng Fezzano, Le Grazie và Portovenere, cùng 3 đảo Palmaria, Tino, Tinetto. Năm 1997, Portovenere cùng Cinque Terre và ba đảo Palmaria, Tino, Tinetto đã được UNESCO công nhận là Di sản thế giới.

## Lịch sử
Portus Veneris cổ, được cho là đã tồn tại ít nhất từ giữa thế kỷ thứ nhất trước Công nguyên. Tên này có thể do một đền thờ nữ thần Venus ở mũi đất nhô ra biển - nơi ngày nay có nhà thờ thánh Phêrô tông đồ - hoặc cũng có thể có liên hệ tới tên vị thánh ẩn tu Saint Venerius. Trong thời Đế quốc La Mã, dân cư ở đây chủ yếu sống bằng nghề đánh bắt cá.
Sau khi Đế quốc Tây La Mã sụp đổ, Portovenere trở thành căn cứ của hạm đội Byzantine trong vùng bắc biển Tyrrhenian, nhưng bị các người Lombards (bộ tộc German Bắc Âu) tàn phá năm 643. Sau đó, Portovenere cũng là mục tiêu các cuộc tấn công thường xuyên của người Saracen (Hồi giáo). Một lâu pháo đài đầu tiên ở đây được xây từ năm 1113, và các tường thành được xây năm 1161. Portovenere trở thành thái ấp của 1 gia đình ở Vezzano, sau đó chuyển qua tỉnh Genova khoảng đầu thế kỷ thứ 12. Năm 1494, thành phố bị trận pháo kích của hạm đội Vương triều Aragon tàn phá trong cuộc chiến tranh với Genova, rồi phần thành phố cũ bị suy tàn nghiêm trọng, dẫn đến việc phát triển Borgo Nuovo ("Quận mới"), tập trung quanh nhà thờ thánh Phêrô.

## Các thắng cảnh
- Nhà thờ thánh Phêrô theo lối kiến trúc Gothic, được cung hiến năm 1198. Nhà thờ này xây trên nền 1 nhà thờ Kitô giáo cổ từ thế kỷ thứ 5, theo dạng hình chữ nhật và hậu điện hình bán nguyệt. Phần mới xây thêm từ thế kỷ thứ 13, được đánh dấu ở bên ngoài bằng các sọc đen trắng.
- Nhà thờ thánh Lawrence, theo lối kiến trúc Roman được các người tỉnh Genova xây năm 1098. Dường như nhà thờ này được xây trên nền 1 đền thờ thần Jupiter cũ. Nhà thờ này bị tàn phá bởi trận hỏa hoạn năm 1340 cùng cuộc tấn công của hạm đội Vương triều Aragon năm 1494, sau đó được trùng tu vào năm 1582.
- Lâu đài Doria.
- Hang Grotta dell'Arpaia (nay đã sụp), cũng được gọi là hang Byron, từ đây thi sĩ Byron người Anh đã bơi qua vịnh La Spezia tới San Terenzo để thăm viếng Shelley ở thành phố Lerici năm 1822.

Trung tâm thời trung cổ Le Grazie ở quanh nhà thờ Đức Bà ban ơn từ thế kỷ thứ 14, gần đó là một tu viện thời trung cổ, thuộc dòng Đức Bà núi Oliveto (Monte Oliveto) và di tích của một biệt thự thời Đế quốc La Mã ở Varignano từ thế kỷ thứ nhất trước Công nguyên. Các vật tìm thấy khi khai quật biệt thự này được trưng bày ở Antiquarium della Villa Romana del Varignano tại Portovenere.
Các ngõ hẹp thời trung cổ ở Fezzano cũng đáng chú ý, cùng với nhà thờ thánh Gioan tẩy giả (xây năm 1740) và biệt thự Villa Cattaneo mới được trùng tu.

## Hình ảnh

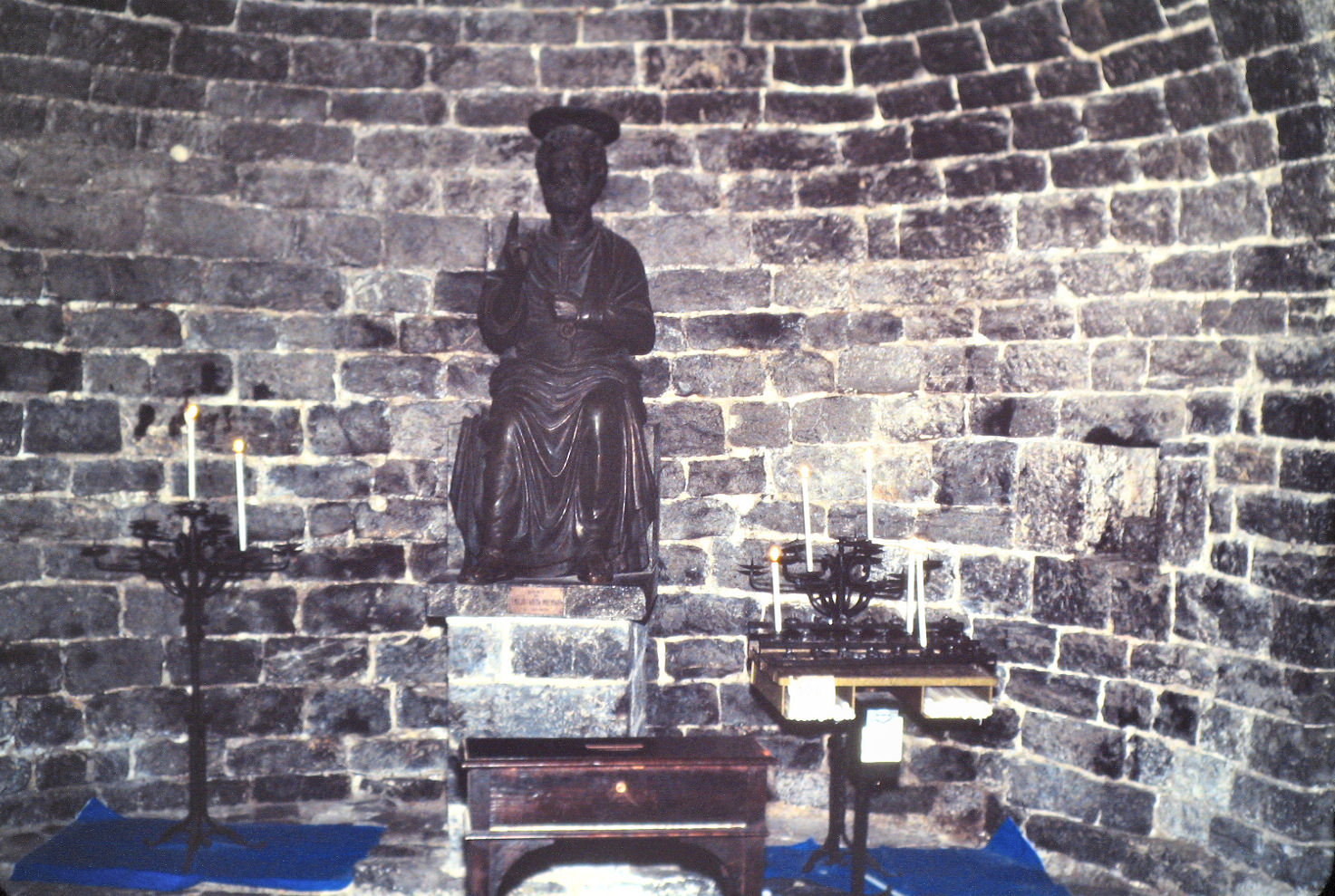
Tượng thánh Phêrô ở nhà thờ cùng tên.
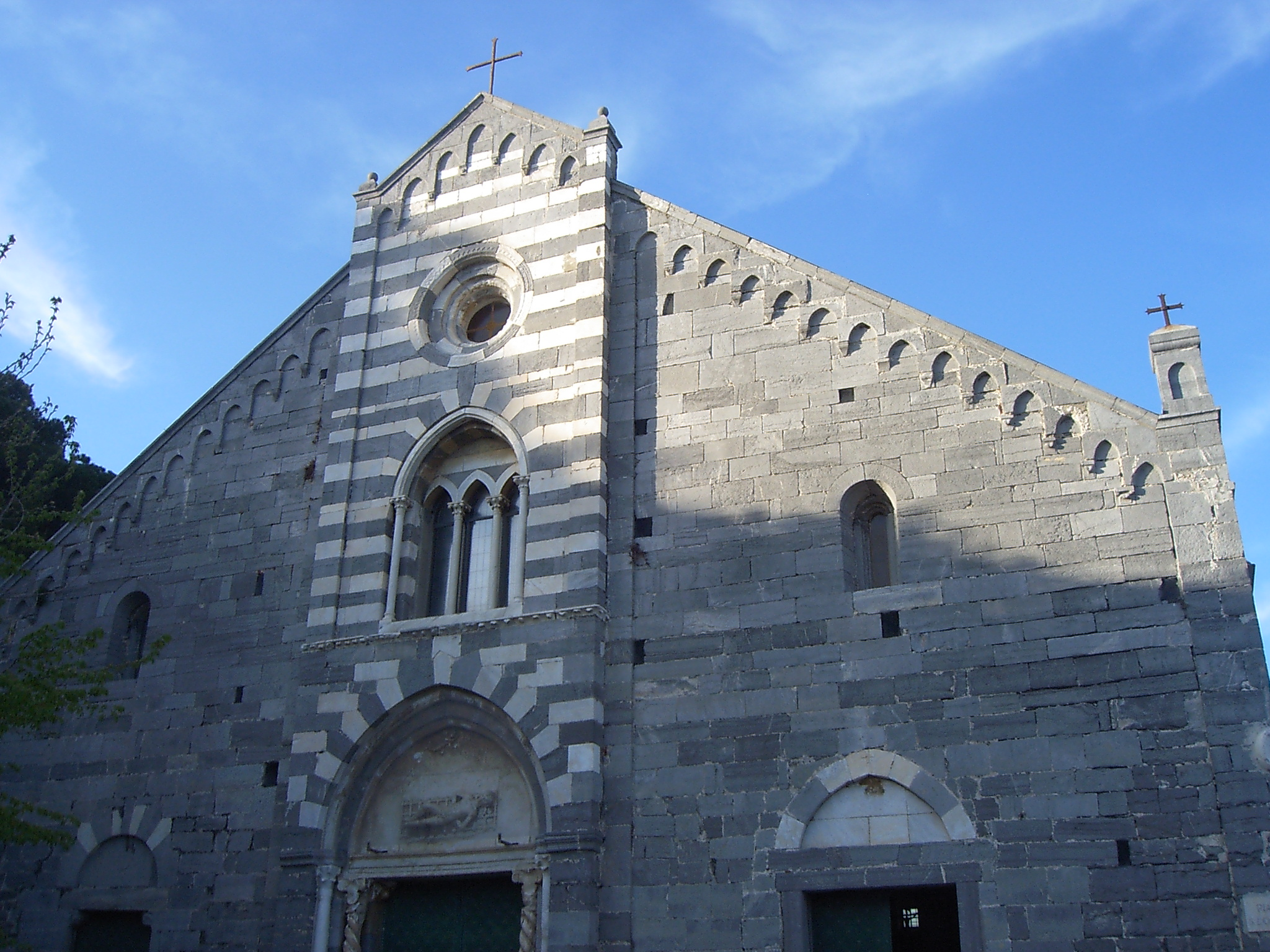
Mặt tiền nhà thờ thánh Lawrence.
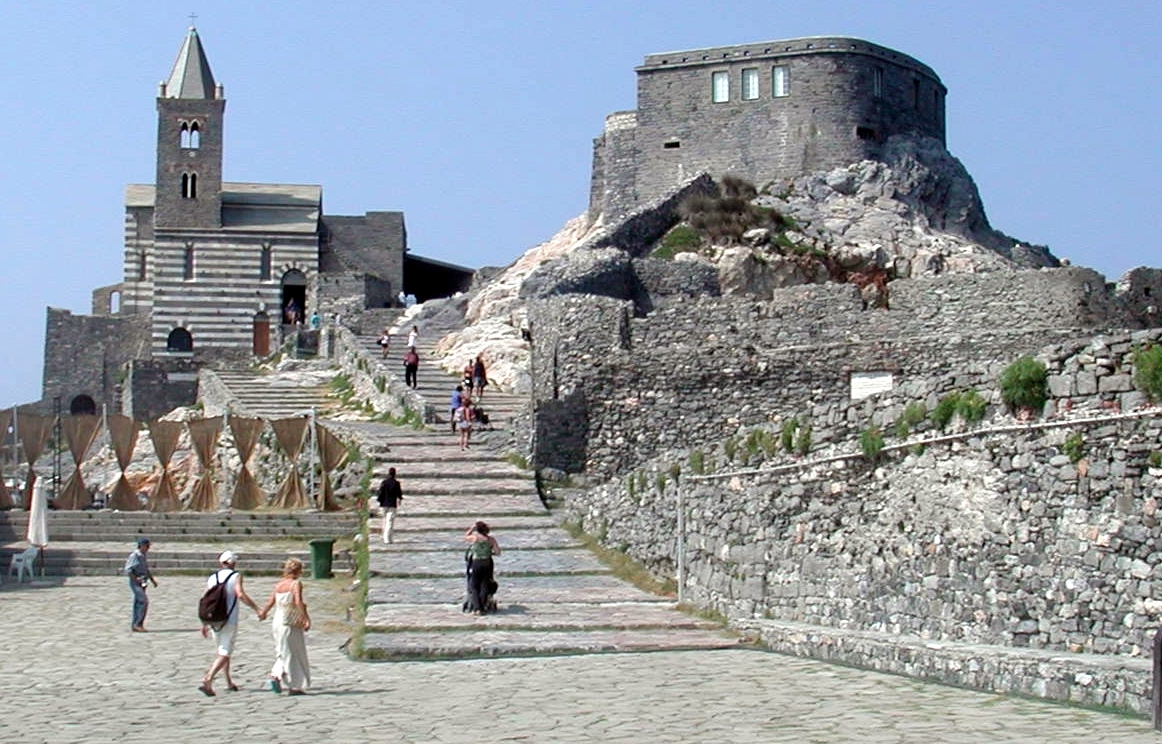
Nhà thờ thánh Phêrô.